# 德沃夏克鍵盤
德沃夏克鍵盤（英語：或），是鍵盤排列的一种方式。它由美國教育心理學家奥古斯特·德沃夏克（August Dvorak）和其表親威廉·迪利（William Dealey）在1930年代期間設計，是主流鍵盤排列QWERTY鍵盤的競爭對手。

## 概觀

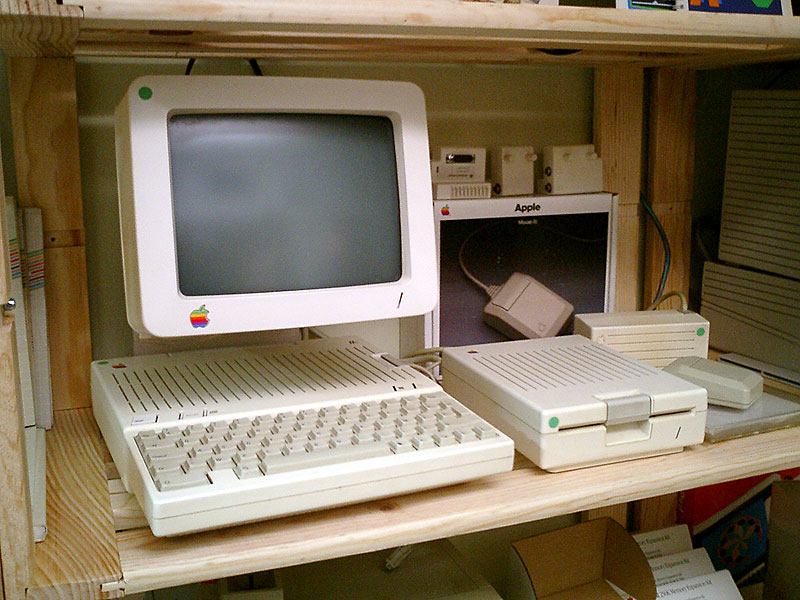
Apple IIc是第一款內建德沃夏克鍵盤电脑

德沃夏克和迪力在研究過字母頻率和手的生理结构之後，依以下的宗旨设计了这种键盘的排列方式：
- 以使用英語為設計出發點
- 能讓雙手交互輸入
- 為了達至最高速度和效率，最常用的字母和二合字母應最易輸入——它們應該在中排，食指放置的位置
- 最少用的字母應在最難碰到的下排
- 右手应有更多的按键动作，因為大部分的人都是右撇子
- 二合字母应当由不相邻的手指输入
- 輸入應由邊緣循序漸進地移到中心

此排列於1932年完成，並在1936年申请得到了美国的专利。
在1984年，德沃夏克鍵盤在美国估計有100,000名使用者。
目前，世界上最快的英文打字速度是在德沃夏克键盘上创造的。根据《吉尼斯世界记录大全》，Barbara Blackburn是目前世界上最快的打字员。1985年，她在Dvorak键盘上连续打字50分钟，平均每分钟150个词，峰值速度为每分钟212个单词。

## 推广的阻力
由于很多应用程序都假设用户使用QWERTY键盘，在使用德沃夏克鍵盤时，键入应用软件默认的快捷键或操作键时可能会感到不方便。例如，在德沃夏克键盘上C键与V键距离Ctrl键相对于QWERTY键盘更远，所以难以打出複製的Ctrl+C以及貼上的Ctrl+V。另如vi編輯器移动光标的H、J、K和L按键都在QWERTY键盘上的中排并且相邻，如果使用德沃夏克键盘的话，这种设置就会为vi编辑器的使用造成不便。再另如某些電腦遊戲用W、S、A与D键来分别控制人物前、后、左、右的行动，而在德沃夏克键盘上这四个按键的位置较为分散，并且与人物移动的方向不一致，不过所幸大部分的電腦遊戲都允許使用者自行決定鍵位，从而在一定程度上避免了这种不便的情况。

## 其他德沃夏克布局方案

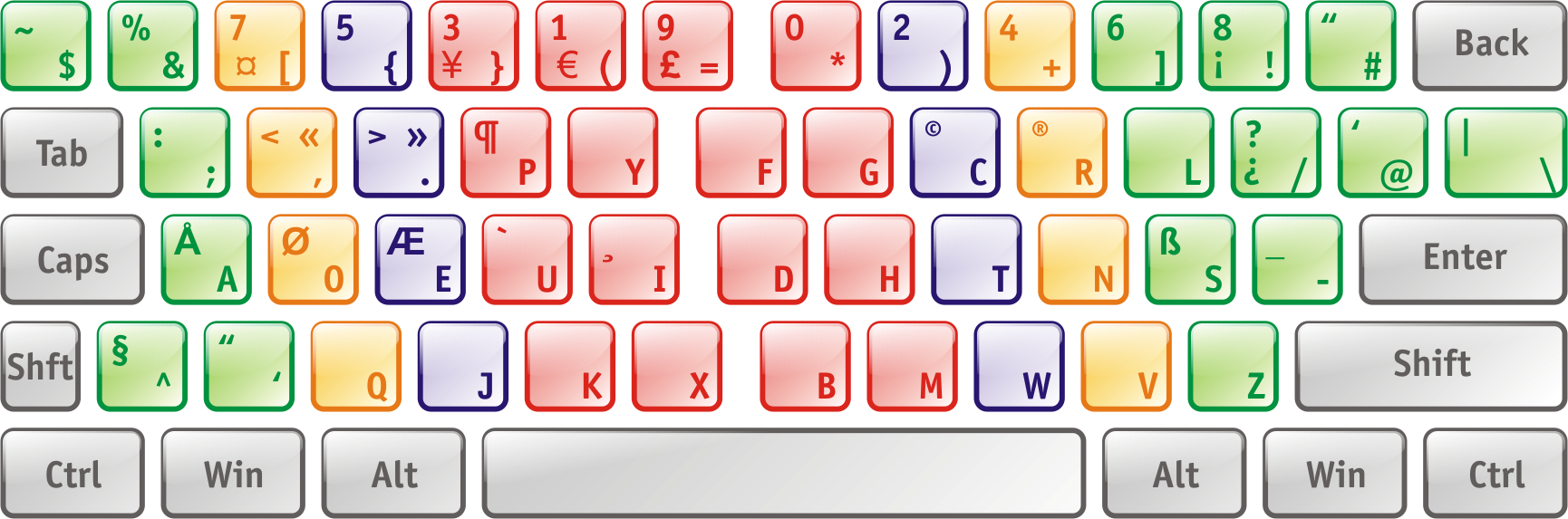
程序员使用的德沃夏克鍵盤

瑞典語使用的Svorak鍵盤

德沃夏克博士原考虑將數字鍵的數字排列改變為7-5-3-1-9-0-2-4-6-8，因為他相信這個排法更有效。这种数字排法被使用在程序員德沃夏克鍵盤（programmer dvorak）中。
程序員德沃夏克键盘中，数字键变为特殊符号键，便于输入代码中常用的特殊符号。原本的数字需要按下Shift输入。
另外，以德沃夏克鍵盤為根本的鍵盤排列亦為其他非英語的語言建立起來。例如給瑞典語使用的Svorak，將三個瑞典語元音放在左上角。

## 德沃夏克鍵盤單手版

德沃夏克鍵盤左手版

德沃夏克鍵盤右手版

德沃夏克鍵盤亦有特別為左手、右手单手打字設計的布局，左右手的排列各一。美军羅伯特·艾倫（Robert Allen）上校在第二次世界大戰中失掉了右臂，他便找奥古斯特·德沃夏克協助，德沃夏克便建立了這兩套排法。兩部007電影出現過這種單手打字：《明日帝國》中一個富商和《黄金眼》中一個俄羅斯電腦駭客身上。德沃夏克鍵盤單手版的打字設計排法，為左右手的排列法各一種；德沃夏克鍵盤左手版、德沃夏克鍵盤右手版。

## 各式德沃夏克排列型態

### 一般鍵盤排列
```
   '  ,  .  p  y  f  g  c  r  l  / =
    a  o  e  u  i  d  h  t  n  s  -
     ;  q  j  k  x  b  m  w  v  z

   "  <  >  P  Y  F  G  C  R  L  ?  +
    A  O  E  U  I  D  H  T  N  S  _
     :  Q  J  K  X  B  M  W  V  Z

```

### 世界語鍵盤排列
```
   '  ,  .  p  ĝ  f  g  c  r  l  ĵ  !
    a  o  e  u  i  d  h  t  n  s  -
     ĥ  ĉ  j  k  ŝ  b  m  ŭ  v  z

   "  (  )  P  Ĝ  F  G  C  R  L  Ĵ  ?
    A  O  E  U  I  D  H  T  N  S  -
     Ĥ  Ĉ  J  K  Ŝ  B  M  Ŭ  V  Z

```

### 德語鍵盤排列
```
   ü  ,  .  p  y  f  g  c  t  z  ?  /
    a  o  e  i  u  h  d  r  n  s  l  -
  ä  ö  q  j  k  x  b  m  w  v  #

   Ü  ;  :  P  Y  F  G  C  T  Z  ß  \
    A  O  E  I  U  H  D  R  N  S  L  _
  Ä  Ö  Q  J  K  X  B  M  W  V  '

```

## 外部連結
- Dvorak與行列輸入法，Jedi （页面存档备份，存于）

德沃夏克鍵盤按鍵排列

- DvZine.org （页面存档备份，存于） – A print and webcomic zine advocating the Dvorak Keyboard and teaching its history.
- A Basic Course in Dvorak （页面存档备份，存于） – by Dan Wood
- Dvorak your way with by Dan Wood and Marcus Hayward
- （页面存档备份，存于） – Comparison of common optimal keyboard layouts, including Dvorak.
- - A list of interesting Technology Facts, one of which the Dvorak Keyboard.